# 新42丁目

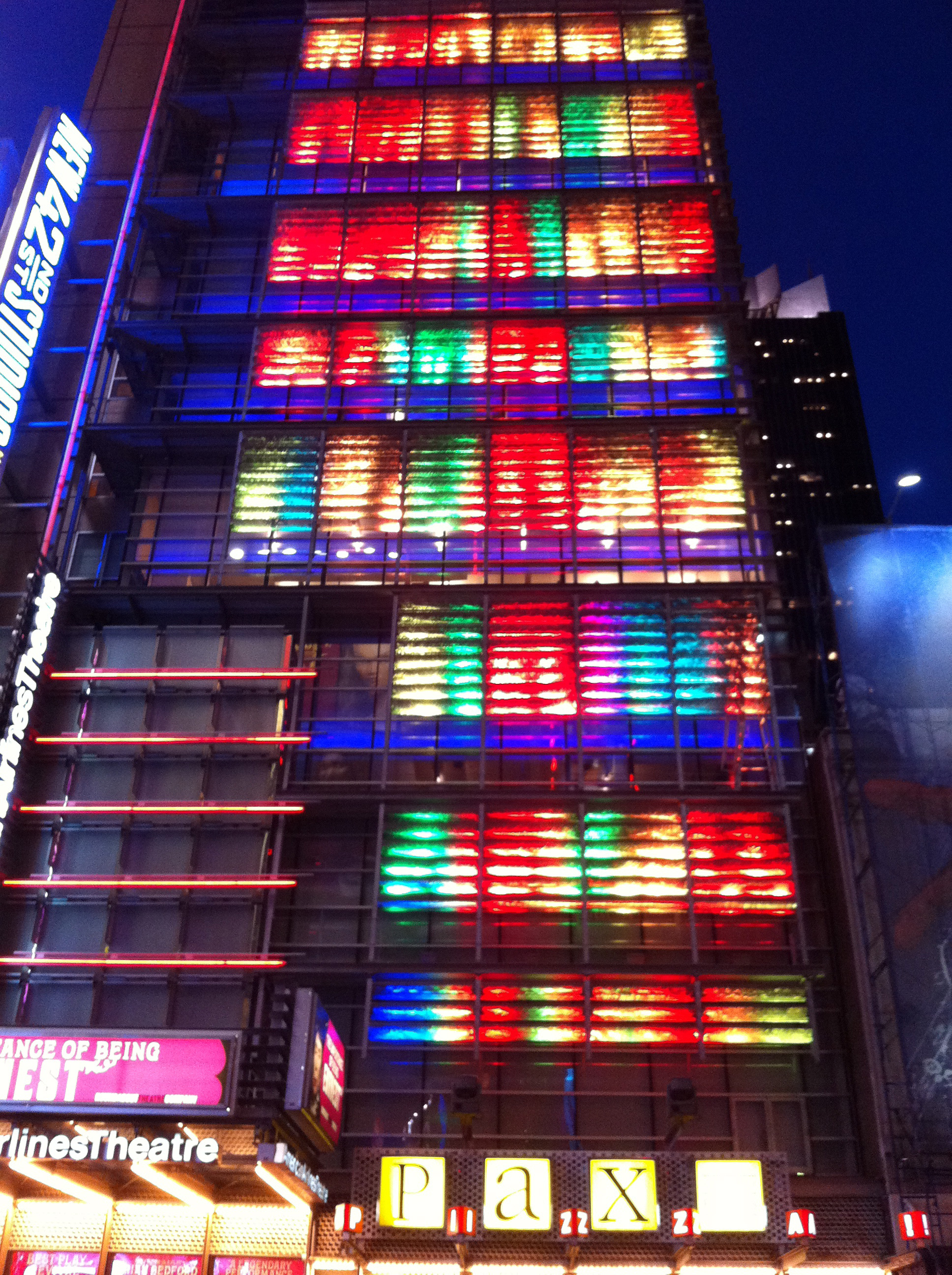
新42丁目の本社ビルのイルミネーション（2011年）

新42丁目（The New 42nd Street）は、アメリカ合衆国のニューヨーク市マンハッタンに本拠を置く非営利団体である。
42丁目の7番街と8番街の間の7つの歴史のある劇場は注目が薄れていたため、これらの劇場およびこのブロック全体を魅力的な観光地として再開発することを目的に、その監督のため1990年に設立された。7つの劇場とは、42丁目アポロ・シアター (en)、42丁目エンパイア・シアター (en)、リバティ・シアター (en)、リリック・シアター (en)、セルウィン・シアター (en)、タイムズスクエア・シアター (en) およびビクトリー・シアター (en) である。
西42丁目229番地に所在する本社ビルはen:Platt Bayard Dovellによる設計で、2000年に完成した。このビルには他にも、新42丁目リハーサル・スタジオやドリス・デュークの名前を冠するThe Duke on 42nd Street劇場などが入居している。